# Савва (Лесных)
Епископ Са́вва (в миру Евге́ний Влади́мирович Лесны́х; род. 28 октября 1973, пгт Добринка, Липецкая область) — архиерей Русской православной церкви, епископ Армавирский и Лабинский.

## Биография
Крещён в 1977 году в храме Покрова Божией Матери села Павловка Добринского района Липецкой области. В 1981—1989 годы обучался в средней школе пгт Добринка, в 1989—1991 годы — в педагогическом училище города Усмань Липецкой области.
В 1991 году поступил в Московскую духовную семинарию, которую окончил в 1995 году, после чего поступил в Московскую духовную академию.
В 1998 году поступил в братию Свято-Троицкой Сергиевой лавры.
25 марта 1999 года в Троицком соборе Троице-Сергиевой лавры наместником обители архимандритом Феогностом (Гузиковым) пострижен в монашество с именем Савва в честь святителя Саввы Сербского (день памяти 25 января).
31 мая 1999 года в Покровском академическом храме МДА епископом Верейским Евгением (Решетниковым) был рукоположен во иеродиакона.
В 1999 году окончил Московскую духовную академию со степенью кандидата богословия, защитив диссертацию на тему «Учение преподобного Нила Синайского о добродетелях».
7 апреля 2004 года в Трапезном храме Троице-Сергиевой лавры епископом Сергиево-Посадским Феогностом (Гузиков) был рукоположен во иеромонаха.
27 мая 2007 года в Крестовом храме в честь святого праведного Филарета Милостивого в Патриарших покоях Троице-Сергиевой лавры состоялась встреча Патриархом Московского и всея Руси Алексием II награждён правом ношения набедренника. 8 апреля 2010 года в Успенском соборе Троице-Сергиевой лавры награждён правом ношения наперсного креста. В 2010 году возведён в сан игумена. 1 мая 2011 года в Успенском соборе Троице-Сергиевой лавры Патриархом Московский и всея Руси Кириллом награждён правом ношения палицы
В 2010—2016 годы служил в храме Сорока Севастийских мучеников — подворье Троице-Сергиевой лавры на водопаде Гремячем Московской области. В 2016—2023 годы — настоятель подворья на водопаде Гремячем.
29 апреля 2024 года в кафедральном соборном Храме Христа Спасителя в Москве митрополитом Воскресенским Григорием награждён правом ношения наперсного креста с украшениями

### Архиерейство
30 мая 2024 года решением Священного синода РПЦ избран епископом Армавирским и Лабинским.
14 июня 2024 года в храме Всех святых, в земле Русской просиявших, Патриаршей и Синодальной резиденции в Даниловом ставропигиальном мужском монастыре в Москве митрополитом Воскресенским Григорием (Петровым) возведён в сан архимандрита.
25 июня 2024 года в домовом храме всех святых, в земле Российской просиявших, Патриаршей и Синодальной резиденции в Даниловом монастыре в Москве состоялось его наречение во епископа Армавирского и Лабинского.
21 июля 2024 года в Спасо-Преображенском кафедральном соборе Твери состоялась хиротония архимандрита Саввы во епископа, которую совершили: Патриарх Московский и всея Руси Кирилл (Гундяев), митрополит Воскресенский Григорий (Петров), митрополит Волоколамский Антоний (Севрюк), митрополит Тверской и Кашинский Амвросий (Ермаков), митрополит Екатеринодарский и Кубанский Василий (Кулаков), епископ Ржевский и Торопецкий Адриан (Ульянов), епископ Бежецкий и Удомельский Филарет (Гаврин), епископ Сочинский и Туапсинский Герман (Камалов), епископ Тихорецкий и Кореновский Стефан (Кавтарашвили), епископ Ейский и Тимашевский Павел (Григорьев), епископ Раменский Алексий (Туриков).

## Награды
- Патриарший знак «700-летие преподобного Сергия Радонежского» (2014)
- Почетный знак памяти архимандрита Антонина (Капустина) (ИППО) (15 января 2023)[10]